# Atlético Junior
A Club Deportivo Popular Junior, röviden Atlético Junior egy kolumbiai labdarúgócsapat, melyet Barranquilla városában alapítottak 1924-ben.
Az egyesületet többféleképpen is nevezik, Junior Barranquilla, Atlético Junior vagy egyszerűen Junior. Kolumbia egyik legmeghatározóbb együttese, eddig 8 alkalommal hóditotta el a bajnoki címet.
Az 50-es években, az El Dorado ideje alatt Sárosi Béla, Majtényi Béla, Szőke László, Dankó Imre, Uram Mihály és Nyers II Ferenc is a csapatot erősítette.

## Sikerlista

### Hazai
- 9-szoros kolumbiai bajnok: 1977, 1980, 1993, 1995, 2004-II (Finalización), 2010-I (Apertura), 2011-II, 2018-II, 2019-I.

### Nemzetközi
- 1-szeres Reebok-kupa-győztes: 1997